# Sergej Klevčenja
Sergej Konstantinovič Klevčenja (rusky Сергей Константинович Клевче́ня; * 21. ledna 1971 Barnaul, Ruská SFSR) je bývalý sovětský a ruský rychlobruslař.
Velkého mezinárodního závodu se poprvé zúčastnil v roce 1992, na Zimních olympijských hrách 1992 skončil na trati 500 m na 21. místě. Od podzimu 1992 pravidelně nastupoval do závodů Světového poháru, v roce 1993 debutoval na Mistrovství světa ve sprintu (10. místo). První cenné kovy získal v následující sezóně. Nejprve si přivezl ze světového sprinterského šampionátu stříbro a posléze na zimní olympiádě 1994 vybojoval stříbro na trati 500 m a bronz na dvojnásobné distanci. Mistrovství světa ve sprintu vyhrál v roce 1996, tentýž rok rovněž získal zlatou medaili v závodě na 1000 m a stříbrnou medaili v závodě na 500 m na premiérovém Mistrovství světa na jednotlivých tratích. V roce 1997 obhájil titul světového sprinterského šampiona. Na ZOH 1998 se umístil nejlépe čtrnáctý (500 m), na dvojnásobné distanci skončil na 33. místě. Posledního velkého úspěchu dosáhl v roce 2001, kdy získal bronz v závodě na 1000 m na Mistrovství světa na jednotlivých tratích. Zúčastnil se Zimních olympijských her 2002 (500 m – 9. místo, 1000 m – 13. místo), poslední závod absolvoval na konci roku 2002.